# Hapoel Ironi Kiryat Shmona
El Hapoel Ironi Kiryat Shmona F.C. (en hebreo: מועדון כדורגל הפועל עירוני קרית שמונה‎), comúnmente conocido como Ironi Kiryat Shmona, es un club de fútbol de la ciudad septentrional israelí de Kiryat Shemona. Actualmente pertenece a la Liga Leumit de fútbol, el campeonato de Segunda División de Israel.

## Historia
Fue fundado en el año 2000 a raíz de la fusión de los equipos Hapoel Kiryat Shmona de la Liga Alef y el Maccabi Kiryat Shmona de la Liga Bet, tomando la plaza en la Liga Alef y jugando en el Estadio Hapoel. La idea de la fusión fue del empresario Izzy Sheratzky, dueño de Ituran Location and Control, patrocinador oficial del equipo.
Viniendo de una ciudad pequeña (en Kiryat Shmona la población es solamente alrededor de 20000 habitantes), no es sorprendente que el club no tiene una larga historia o ilustres. Hasta el comienzo del siglo XXI, el club sigue siendo el más bajo en las ligas de fútbol de Israel.
Sin embargo, desde el comienzo del milenio, el club se ha transformado gracias al respaldo de un rico hombre de negocios israelí, Izzy Sheratzky. En un intento por hacer la vida más soportable para los residentes de la ciudad (la ciudad la ubicación de cerca de la frontera libanesa significa que es frecuentemente afectada por los misiles de Hezbolá), decidió a fondo la ciudad del equipo de fútbol. Esto ha dado lugar a una afluencia de jugadores profesionales, entre ellos varios ex internacionales de Israel como Guy Tzarfati.
En 2001, el club registró su primer triunfo de ganar la división norte de la Liga Alef, por lo que el ascenso a la Liga Artzit, la tercera división del Fútbol israelí. Dos temporadas más tarde, Kiryat Shmona quedó segundo en la Liga Artzit para ganar el ascenso a la Liga Leumit, la segunda división.
La temporada siguiente, el club registró su más alta jamás puesta liga, terminando tercero y solamente dejar de lado el ascenso a Liga Premier de Israel por diferencia de goles a Hapoel Nazareth Illit. En la temporada 2006, Eyal Lakhman (el hombre que había guiado famosa Bnei Sakhnin en la Liga Premier de Israel y mantenerse en él durante tres temporadas) asumió el cargo de gerente y el club finalizó de tercero de nuevo, esta vez perdiendo en la promoción de Seis puntos.
El éxito del Club, y la falta de alternativas de ocio importante en la aislada región del Norte de Galilea, generó apoyo mucho mayor que muchos de Kiryat Shmona's rivales en la Liga Leumit. A pesar del pequeño club del área de captación, Kiryat Shmona tenido una asistencia media de más de 1000 en la Liga Leumit. En la temporada 2007 el club finalmente logrado el ascenso a Liga Premier de Israel.

## Entrenadores
- Beni Tabak (julio de 2001–mayo de 2002)
- Ran Ben Shimon (julio de 2006–abril de 2008)
- Eli Cohen (abril de 2008–abril de 2009)
- Ran Ben Shimon (abril de 2009–mayo de 2012)
- Gili Landau (mayo de 2012–octubre de 2012)
- Barak Bakhar (octubre de 2012)
- Ofer Mizrahi (octubre de 2012–junio de 2013)
- Barak Bakhar (julio de 2013–mayo de 2015)
- Salah Hasarma (mayo de 2015–febrero de 2016)
- Shlomi Dora (febrero de 2016–mayo de 2016)
- Motti Ivanir (mayo de 2016–octubre de 2016)
- Benny Ben Zaken (octubre de 2016–noviembre de 2016)
- Tomer Kashtan (noviembre de 2016–mayo de 2017)
- Haim Silvas (mayo de 2017-diciembre de 2018)
- Tomer Kashtan (diciembre de 2018-mayo de 2019)
- Shimon Edri (mayo de 2019)
- Messay Dego (mayo de 2019-octubre de 2019)

## Palmarés
- Ligat ha'Al (1): 2011-12.
- Copa de Israel (1): 2013-14
- Supercopa de Israel (1): 2015
- Liga Leumit (2): 2006-07, 2009-10.
- Liga Alef North (4º división) (1): 2000-01.
- Copa Toto Leumit (2): 2006-07, 2009-10.

## Participación en competiciones de la UEFA
| Temporada | Torneo                | Ronda            | Club           | Ida | Vuelta | Global    |
| --------- | --------------------- | ---------------- | -------------- | --- | ------ | --------- |
| 2008–09   | UEFA Cup              | Clasificatoria 1 | Mogren         | 1–1 | 3–0    | 4–1       |
| 2008–09   | UEFA Cup              | Clasificatoria 2 | Litex Lovech   | 0–0 | 1–2    | 1–2       |
| 2012–13   | UEFA Champions League | Clasificatoria 2 | Žilina         | 0–1 | 2–0    | 2–1       |
| 2012–13   | UEFA Champions League | Clasificatoria 3 | PFC Neftchi    | 4–0 | 2–2    | 6–2       |
| 2012–13   | UEFA Champions League | Play-Off         | BATE Borisov   | 0–2 | 1–1    | 1–3       |
| 2012–13   | UEFA Europa League    | Grupos           | Lyon           | 3–4 | 0–2    | 4.º lugar |
| 2012–13   | UEFA Europa League    | Grupos           | Athletic Club  | 1–1 | 0–2    | 4.º lugar |
| 2012–13   | UEFA Europa League    | Grupos           | Sparta Prague  | 1–3 | 1–1    | 4.º lugar |
| 2014–15   | UEFA Europa League    | Clasificatoria 3 | Dynamo Moscow  | 1–1 | 1–2    | 2–3       |
| 2015–16   | UEFA Europa League    | Clasificatoria 3 | Slovan Liberec | 1–2 | 0–3    | 1–5       |